# Gorham Munson
Gorham Bockhaven Munson (Amityville, 26 maggio 1896 – Hartford, 15 agosto 1969) è stato un critico letterario statunitense.
Figlio di Hubert Barney Munson and Carrie Louise Morrow, riceve la laurea alla Wesleyan University nel 1917.
Sposa Elizabeth Hurwitz nel 1921 e va ad abitare a Brooklyn.
Fu un grande critico letterario, lesse i libri di Malcolm Cowley, Hart Crane, E. E. Cummings, Marianne Moore, Wallace Stevens, William Carlos Williams, e Yvor Winters.
La sua salma riposa nel Mountain View Cemetery a Camden (Maine).
Who's Who in America (volume V, 1969-73) elenca Gorham come autore di 12 libri e di tre altri a cui ha collaborato o che curò. Fu anche un giornalista free lance i cui articoli apparvero in Saturday Review, The Atlantic Monthly e Yale Review.